# BV Kassel 06
Der BV Kassel 06 war ein Fußballverein, der von 1906 bis 1945 in Kassel bestand. Als größte Vereinserfolge zählen das Erreichen des Endspiels um die deutsche Meisterschaft im ATSB 1921 sowie die Zugehörigkeit zur Gauliga Kurhessen ab 1941.

## Geschichte
Der Verein wurde als Casseler Ballspielverein im Jahr 1906 im Umfeld der Herkules-Brauerei gegründet. Nach dem Ersten Weltkrieg erreichten die Ballsportler mit der Kreisliga Hessen/Hannover die oberste Spielklasse im Westdeutschen Spiel-Verband (WSV), stiegen aber umgehend wieder ab. Der BV 06, im industriellen Milieu angesiedelt, meldete seine Mannschaften daraufhin im mit dem im bürgerlichen Lager verankerten DFB konkurrierenden Arbeiter-Turn- und Sportbund (ATSB). Die Schwarz-Roten konnten sich zwölf Monate darauf als bis dahin erfolgreichste Fußballmannschaft der Stadt feiern lassen, denn über die regionale Meisterschaftsrunde und nach Siegen über Germania Wilhelmshaven und den ATSV Rheinau hatte man das Finale um die deutsche Meisterschaft im Arbeiterverband erreicht. Vor über 60.000 Zuschauern unterlag man allerdings am 24. Juli 1922 im Endspiel dem VfL Leipzig-Südost mit 1:4.
Schon 1925 kehrte der BV 06 in den WSV zurück. Dort klopfte man schon bald an die Tür der höchsten Spielklasse, scheiterte aber 1926/27 in den Aufstiegsspielen zur Bezirksliga an Germania Fulda (1:2, 2:5). Den nächsten Anlauf nahmen die Schwarz-Roten 1934/35, als die Mannschaft um Hessen-Auswahlspieler Köhler Bezirksmeister wurde, aber in der Aufstiegsrunde zur Gauliga am VfB Kurhessen Marburg scheiterte. Inzwischen vom Sportplatz an der Herkules-Brauerei an die Tapsgasse umgezogen, gelang am Ende der Runde 1940/41 schließlich der Aufstieg in die Gauliga Kurhessen, nachdem man sich in der Aufstiegsrunde mit nur einem Verlustpunkt gegen den VfL Marburg sowie den RSV Petersberg durchgesetzt hatte. In der Debütsaison 1941/42 konnte der BV 06 die Lokalrivalen BC Sport und CSC 03 Kassel besiegen und am Rundenende mit Platz 7 die Klasse halten. Zunehmend erschwerten die Umstände des Zweiten Weltkrieges und die zahlreichen Luftangriffe den Spielbetrieb. Nachdem der BV 06 die Saison 1942/43 mit nur noch drei Siegen abgeschlossen hatte, schloss man sich am 22. Oktober 1943 mit dem Nachbarn BC Sport Kassel zu einer Kriegsspielgemeinschaft zusammen, musste den Spielbetrieb aber alsbald vollständig einstellen.
Nach Kriegsende und der damit verbundenen formellen Auflösung der Vereine blieb die aus der Not geborene Verbindung mit der Neugründung SG Blau-Weiß Kassel zunächst bestehen. Während 1947 der Traditionsklub BC Sport neu entstand und bis heute besteht, erfuhr der Ballspielverein 06 keine Neugründung mehr.